# جيسيكا مور (تنس)
جيسيكا مور (بالإنجليزية: Jessica Moore)‏ مواليد 16 أغسطس 1990 في برث، هي لاعبة كرة مضرب أسترالية سابقة بدأت مسيرتها كمحترفة سنة 2008. كما أنها إحدى بطلات الجراند سلام. أعلى تصنيف لها في الفردي كان المركز الـ 132 في سنة 2008. أعلى تصنيف لها في الزوجي كان المركز الـ 109 في سنة 2011.

## بطولات حققتها
- فرنسا المفتوحة
- بطولة ويمبلدون

## الخط الزمني للأداء
مفتاح
| ف | ن | ن.ن | ر.ن | د# | د.م | ل | أ.أ | ت | غ | ب | ف | ذ | م.خ | ل.ت |

(ف) فاز بالبطولة (ن) وصل النهائي (ن.ن) نصف النهائي (ر.ن) ربع النهائي (د#) الأدوار الأربعة الأولى (د.م) دور المجموعات (ل) شارك في كأس ديفيز (أ.أ) خرج من الأدوار الاولى (ت) خسر التصفيات التأهيلية (غ) غاب عن الحدث أو البطولة (ب) حصل على ميدالية برونزية (ف) حصل على ميدالية فضية (ذ) حصل على ميدالية ذهبية (م.خ) بطولة الماسترز خُفضت إلى مرتبة أقل (ل.ت) البطولة لم تعقد في السنة المعينة.
لتجنب الارتباك وازدواجية الحساب، يتم تحديث هذه المعلومات إما في نهاية البطولة، أو عندما تكون مشاركة اللاعب في البطولة قد انتهت.

### الفردي
| دورات الجراند سلام |     |     |     |    |  |  |    |  |    |     |
| أستراليا المفتوحة  | د1  | د2  | د2  | ت1 |  |  | ت1 |  | ت2 | 2–3 |
| فرنسا المفتوحة     |     |     |     |    |  |  |    |  |    | 0–0 |
| بطولة ويمبلدون     |     | ت1  |     |    |  |  |    |  |    | 0–0 |
| أمريكا المفتوحة    | د1  | د2  | ت1  |    |  |  |    |  |    | 1–2 |
| فوز-خسارة          | 0–2 | 2–2 | 1–1 |    |  |  |    |  |    | 3–5 |

## الميداليات
| الميدالية | المسابقة                  |
| --------- | ------------------------- |
| فضية      | دورة ألعاب الكومنولث 2010 |

## روابط خارجية
- جيسيكا مور على موقع رابطة محترفات التنس (الإنجليزية)
- جيسيكا مور على موقع الاتحاد الدولي لكرة المضرب (الإنجليزية)
- جيسيكا مور على موقع كأس بيلي جين كينغ (الإنجليزية)
- جيسيكا مور على موقع اتحاد التنس الأسترالي (الإنجليزية)
- جيسيكا مور على موقع خلاصة التنس.كوم (الإنجليزية)
- جيسيكا مور على موقع إي إس بي إن.كوم (الإنجليزية)